# Francisco Victor Rodrigues
Francisco Victor Rodrigues (Catalão, Goiás, 24 de agosto de 1906 – 15 de fevereiro de 1972) foi um médico brasileiro.
Graduado pela Faculdade Nacional de Medicina em 1927. Foi eleito membro da Academia Nacional de Medicina em 1961, sucedendo Arnaldo de Moraes na Cadeira 79, que tem Olympio Arthur Ribeiro da Fonseca como patrono.